# Chile en la clasificación de Conmebol para la Copa Mundial de Fútbol de 2022
La Selección de fútbol de Chile fue uno de los diez equipos nacionales que participaron en la clasificación de Conmebol para la Copa Mundial de Fútbol, en la que se definieron los representantes de Conmebol para la Copa Mundial de Fútbol de 2022 que se desarrolló en Catar.
La etapa preliminar —también denominada eliminatorias— originalmente iban a ser desde el 26 de marzo de 2020 hasta 16 de noviembre de 2021, sin embargo, el 12 de marzo de 2020, la FIFA en colaboración con la Conmebol, anunció la postergación del inicio de las eliminatorias sudamericanas, debido a la pandemia por covid-19. El 10 de julio de 2020 se anunció que se daba comienzo las eliminatorias sudamericanas en el mes de octubre de 2020. Así mismo, se analizó agregar una doble fecha en el mes de enero de 2022 con el fin de acabar las eliminatorias el 29 de marzo de 2022.
El seleccionado chileno no logró clasificar a la Copa Mundial de Fútbol de 2022, tras obtener 19 puntos, inalcanzables a los 24 puntos de Perú (repesca intercontinental) y a los 26 de Ecuador (clasificación directa), no obstante la clasificación se perdió en la última fecha ante Uruguay tras perder por 2 a 0, sumado a la victoria de Perú ante Paraguay por 2 a 0 que aseguró su pase a la repesca intercontinental ante el ganador de la cuarta ronda de la clasificación de la AFC.

## Sistema de Juego
El sistema de juego de las eliminatorias consistió por séptima ocasión consecutiva, en enfrentamientos de ida y vuelta todos contra todos, con un total 18 jornadas.
Luego de cinco ediciones con los partidos ya designados, la Conmebol sorteó el calendario de partidos, en la Ciudad de Luque, Paraguay, el 17 de diciembre de 2019.
Los primeros cuatro puestos accedieron de manera directa a la Copa Mundial de Fútbol de 2022. La selección que logró el quinto puesto disputó la repesca intercontinental a partido único en sede neutral ante un equipo nacional de la AFC.

## Previa y preparación
Chile, tras el fracaso en las eliminatorias rumbo a la Copa Mundial de Fútbol de 2018, en ese entonces el presidente de la ANFP Arturo Salah, despidió a Juan Antonio Pizzi del cargo de entrenador de la Selección Chilena, siendo reemplazado por Reinaldo Rueda el 8 de enero de 2018, luego de que Rueda presentara su renuncia del club de fútbol Flamengo.
Durante ese año y previo a la Copa América 2019 Chile tuvo una serie de partidos amistosos, en donde tuvo un saldo final de cinco victorias, cuatro igualdades y cuatro derrotas.
En la Copa América 2019, celebrada en Brasil. La Roja acabó el certamen en cuarto lugar, después de perder el partido por el tercer puesto ante su par de Argentina por 1-2. Previo a tal encuentro, había finalizado en la segunda posición del Grupo C —tras vencer a Japón por 4-0 y a Ecuador por 2-1, y caer frente a Uruguay por 0-1— y superando a Colombia en la instancia de cuartos de final por medio de los tiros desde el punto penal. Su eliminación se vio consumada en la semifinal, al perder por goleada ante Perú por 0-3.
El cuadro chileno afrontó cuatro partidos amistosos durante los meses restantes de 2019 con la reaparición de Claudio Bravo como guardameta luego de casi 2 años sin jugar por la Selección Chilena, que le arrojaron un saldo final de una victoria, una derrota y dos igualdades. Para los días 15 y 19 de noviembre de aquel año, la selección tenía planificados otros dos amistosos, ante Bolivia en condición de local, y frente a Perú en su capital de Lima, respectivamente. No obstante, el primero de ellos fue suspendido a raíz de las protestas sociales en Chile, mientras que el segundo fue cancelado luego de que los propios jugadores del combinado nacional decidieran no presentarse.

## Sedes
| Ciudad              | Estadio             |
| ------------------- | ------------------- |
| Calama              | Zorros del desierto |
|                     |                     |
| 12 102 espectadores |                     |

| Ciudad              | Estadio    |
| ------------------- | ---------- |
| Santiago            | Monumental |
|                     |            |
| 47 347 espectadores |            |

| Ciudad              | Estadio  |
| ------------------- | -------- |
| Santiago            | Nacional |
|                     |          |
| 48 665 espectadores |          |

| Ciudad              | Estadio                 |
| ------------------- | ----------------------- |
| Santiago            | San Carlos de Apoquindo |
|                     |                         |
| 15 000 espectadores |                         |

## Proceso de clasificación

#### 2020
Chile comenzó las eliminatorias visitando a Uruguay en Montevideo, Rueda sacó a Erick Pulgar y a Claudio Bravo de las primeras 2 fechas de las eliminatorias debido a que Pulgar dio positivo por covid-19, a pesar de que se logró recuperar durante el mes de septiembre, le dejó secuelas y Bravo quedó fuera de la nómina luego de presentar molestias físicas en la rodilla antes del partido ante el Real Madrid. También fueron descartados por lesión Guillermo Maripán, Pablo Aránguiz y Gary Medel, antes de la nómina.
Chile en su debut frente a Uruguay, comenzó siendo protagonista en la posesión de balón, hasta que en el minuto 37 Sebastián Vegas cometió penal tras una mano en el área, que convirtió Luis Suárez mediante tiro penal dos minutos después. En el minuto 54, una jugada entre Alexis Sánchez y Charles Aránguiz, culminó en gol de Alexis, marcando el empate parcial. En el minuto 87, Sebastián Coates cometió mano en el área rival, sin embargo el árbitro paraguayo Eber Aquino, decidió no llamar al VAR, y marcar saque de arco, lo que causó polémica después del partido. En el minuto 90+3, Maxi Gómez anotó la desigualdad para Uruguay, perdiendo así por 2 a 1 con polémica.
El 13 de octubre, Chile recibió a Colombia en el estadio Nacional, estadio donde por sanciones no se pudo jugar ahí desde el 15 de noviembre de 2016 en la victoria por 3-1 ante Uruguay por la Clasificación para la Copa Mundial de 2018. Colombia comenzó ganando con gol de Jefferson Lerma en el minuto 7, tras una mala salida de Arturo Vidal. Sin embargo, en el minuto 38 tras una revisión del VAR, se decretó penal el cual lo transformó en gol el propio Vidal, remediando su error. Tres minutos más tarde, Alexis Sánchez anotaría el 2 a 1 parcial. Sin embargo, en el segundo tiempo tras el ingreso de Radamel Falcao García, la selección chilena comenzó a jugar muy a la defensiva, contando con sólo Alexis atacando y con un opaco Eduardo Vargas, quien fue muy criticado. En el minuto 90+2, Falcao García decreta el empate final, dejando a Chile con 1 de 6 puntos conseguidos en la primera doble fecha de clasificatorias, siendo así su peor comienzo en clasificatorias desde la Clasificación para la Copa Mundial de Fútbol de 2002, donde Chile quedó último.
El 12 de noviembre, Chile recibió a Perú en el Estadio Nacional, este partido marcó el regreso de Claudio Bravo, Erick Pulgar, Guillermo Maripán y Jean Beausejour, este último a pesar de que se había retirado luego de que Chile perdió el partido de la semifinal ante Perú en la Copa América 2019, fue convencido por Reinaldo Rueda para que volviera a la selección chilena, Chile tuvo su primera victoria en las clasificatorias gracias a los 2 goles de Arturo Vidal que a la postre fue la figura del partido.
Luego el 17 de noviembre, Chile visitó a Venezuela, en el minuto 9 del partido Guillermo Maripán cometió una insólita mano tras un torpe resbalón, en donde el árbitro sancionó tiro libre, donde Luis del Pino Mago de cabeza anotó el 1-0 parcial para Venezuela estando libre de marca. Luego en el minuto 15 Arturo Vidal empató el partido tras una notable jugada entre Alexis Sánchez, Mauricio Isla y el propio Vidal, sin embargo, en el minuto 80 tras un error de Claudio Baeza tras un centro de Yeferson Soteldo, Salomón Rondón anotó el 2-1 definitivo dándole la victoria por primera vez a la Vinotinto ante Chile en las clasificatorias en condición de local en la historia, tras 7 victorias y 1 empate, generando duras críticas a Reinaldo Rueda debido al mal planteamiento del partido, además de tener el peor rendimiento en el arranque de clasificatorias desde 2007 (33,3%), siendo superado por los anteriores técnicos Claudio Borghi y Jorge Sampaoli, y teniendo el mismo arranque que Nelson Acosta, Juvenal Olmos y Marcelo Bielsa.
Durante el mes de diciembre hubo rumores de que Reinaldo Rueda renunciaría del cargo de entrenador de la Selección Chilena para dirigir a la Selección Colombiana, esta tras perder el último partido del 2020 en las clasificatorias ante Ecuador por una goleada de 6 a 1 que a la postre significó la renuncia de Carlos Queiroz el 1 de diciembre. Estos rumores se hicieron realidad tras unas negociaciones con la ANFP, confirmándose así la salida de Rueda de la banca de la Selección Chilena el día 31 de diciembre.

#### 2021
Tras la salida de Rueda y la llegada de Francis Cagigao, este último como director deportivo en el día 14 de enero, la ANFP buscó reemplazantes para el cargo de entrenador de la Selección Chilena, hubo varios nombres, entre ellos Matías Almeyda quien es conocido por ser uno de los jugadores del Club Atlético River Plate que fueron parte del plantel del Descenso a la Primera B, el cual dirigió después de ese hecho y lo hizo regresar a Primera División, sin embargo este fue descartado debido a que no pudo conseguir la cláusula de salida del club de la MLS San Jose Earthquakes , aun así declaró que se quedó con las ganas de dirigir a La Roja, también hubo nombres como José Néstor Pekerman, Louis van Gaal, Jurgen Klinsmann, Gabriel Heinze, Ariel Holan, entre otros, finalmente el día 10 de febrero se confirmó la llegada del uruguayo Martín Lasarte como entrenador de la Selección Chilena. Su debut se produjo el 26 de marzo ante Bolivia donde Chile fue vencedor por 2 a 1 con goles del retornado Luis Jiménez (quien no jugaba por Chile desde 2011 y no anotaba por La Roja desde 2005) y de Jean Meneses. Además probó variantes que en el anterior proceso no se probaron, como Daniel González como lateral por la derecha, Erick Wiemberg, aspirante a ser el lateral izquierdo titular en las clasificatorias, y los delanteros revelación del torneo nacional Carlos Palacios y Clemente Montes.
El 24 de mayo, Martín Lasarte hizo pública la convocatoria para la fecha doble de junio ante Argentina y Bolivia, destacando los llamados a los jugadores titulares Claudio Bravo, Eugenio Mena, Guillermo Maripán, Francisco Sierralta, Gary Medel, Mauricio Isla, Erick Pulgar, el regreso de Charles Aránguiz, Arturo Vidal y Alexis Sánchez, además de la convocatoria de jugadores jóvenes con experiencia como Montes, Palacios, Tomás Alarcón, Juan Leiva, Felipe Mora, Pablo Galdames y el inglés nacionalizado chileno Ben Brereton. Destaca también el regreso de los cuestionados Eduardo Vargas y Jean Beausejour y la polémica no citación de Wiemberg y de Marcelino Núñez. Aparte, fue nominado Luis Jiménez, quien no había sido llamado por clasificatorias desde 2007.
6 días después, durante la práctica de la selección, Arturo Vidal se contagió de COVID-19 revelándolo públicamente en sus redes sociales, perdiéndose ambos partidos, sin embargo varios rumores indicaron que durante los días de concentración tuvo un affaire con una promotora, la cual lo contagió. Posteriormente, la FFCH señaló que no hay contactos estrechos en la interna de la selección. En el partido, Chile logró rescatar 1 punto con un empate a 1, con goles de Lionel Messi desde el punto penal para Argentina y de Alexis Sánchez para Chile, con grandes actuaciones de Claudio Bravo, Gary Medel y Sánchez, además esta es la primera vez desde 2003 en donde La Roja logra rescatar en condición de visitante un punto frente a La Albiceleste.
Posteriormente el 8 de junio, se enfrentaron a Bolivia de local en el Estadio San Carlos de Apoquindo, donde pese a tener 8 disparos al arco en el primer tiempo, no lograron anotar hasta el minuto 70 por medio de Erick Pulgar tras centro de Charles Aránguiz, sin embargo una mano del criticado Guillermo Maripán en el minuto 78 en el área, fue convertido en penal para los bolivianos, que anotaron por medio de Marcelo Martins tres minutos más tarde, quedando el marcador 1-1 hasta el minuto final, siendo el peor arranque en clasificatorias (hasta la fecha 6) desde 1996. Chile se quedó 7° con 6 puntos.
Para la triple fecha de septiembre, Chile enfrentó a Brasil como local el día 2, donde comenzó siendo superior y con poca profundidad, lo cual le costaron los puntos tras un gol de Éverton Ribeiro en el minuto 64, dejando a Chile sin los puntos nuevamente.
Chile jugó contra Ecuador de visitante el 5 de septiembre, donde pese a contar con un jugador más en cancha por más de 25 minutos, no logró reflejarlo en el marcador, obteniendo un punto en un empate a 0. Posteriormente el 9 de septiembre enfrentó a Colombia en Barranquilla, rival que no vencía a Chile en dicha ciudad desde 1996, y de local desde 2001, y en clasificatorias desde 2012. Sin embargo tras errores de marca y velocidad de los defensores Paulo Díaz, Gary Medel, Enzo Roco y el más señalado Mauricio Isla (quien también convirtió un autogol), terminaron siendo derrotados por 1 a 3, descontando por medio de Jean Meneses, dejando a Chile con 7 puntos de 27 en la primera rueda, casi eliminado matemáticamente.
El 7 de octubre, Chile visitó a Perú en Lima, donde terminaría siendo derrotado por 2 a 0 con un juego bien discreto, en especial de sus referentes, quedando eliminado aparentemente. Después el 10 de octubre recibieron a Paraguay, rival el cual no había sido derrotado por Chile desde 2013, sin embargo con goles de Ben Brereton y del resistido hasta ese momento Mauricio Isla, lograron vencer a los guaraníes por 2 a 0. Posteriormente, recibieron al último de la tabla, Venezuela, al cual lograron derrotar por 3-0 con goles de Erick Pulgar x2 y de Ben Brereton nuevamente, quedando 6° con 13 puntos.
En el 11 de noviembre, Chile visitó a Paraguay en Asunción, con un esquema conservador, sin embargo lograron vencer con autogol del guardameta guaraní Antony Silva, quedando cuarto parcialmente y marcando la primera victoria como visitante tras cinco años.
Pero el 16 de noviembre, ante Ecuador; le salió todo mal al equipo de Lasarte; ya que a los 8 minutos perdía el juego. Las bajas durante el Partido de Alexis Sánchez, Eugenio Mena y Sierralta (quien siguió en el campo hasta el final); incluyendo la patada que valió a los 13 minutos de la primera parte, la tarjeta roja de Arturo Vidal; hicieron mermar a la selección Chilena, que finalmente perdería 2-0 a los 93 con gol de Moisés Caicedo, sellando la primera derrota de Chile de local ante Ecuador tras 20 partidos. Terminó este año con 16 puntos, pero en sexta posición.

#### 2022
El 27 de enero, Chile recibió a Argentina en Calama, como parte de la climatización de los jugadores para prontamente disputar el siguiente partido contra Bolivia en La Paz, ciudad con más de 3000 metros de altura sobre el nivel del mar. Sin embargo, Chile terminó cayendo por 1 a 2, quedando en séptimo lugar. Posteriormente el 1 de febrero lograron derrotar a Bolivia de manera agónica por 3 a 2, con 2 goles de Alexis Sánchez y uno de Marcelino Núñez, volviendo al sexto lugar.
El 24 de marzo en su último partido en condición de visitante, La Roja visitó a Brasil en el Maracaná, a pesar de que la Verde-amarela fue superior en el primer tiempo, pudieron aguantar en gran parte el 0 a 0, sin embargo tras una falta de Mauricio Isla a Neymar en el área en el minuto 44, el árbitro Darío Herrera decretó penal a favor de La Canarinha, en donde el propio Neymar anotó por esa vía, 2 minutos después tras un error de Claudio Bravo en la salida, Vinicius Júnior anotó el segundo tanto del partido, en el segundo tiempo tras el ingreso de Joaquín Montecinos en reemplazo a Enzo Roco, Montecinos hizo una gran jugada, asistiendo para Arturo Vidal, en donde este último anotaría el 2 a 1 parcial en el minuto 47, pero este fue anulado por posición adelantada de forma milimétrica, en el minuto 69 Bravo nuevamente sería responsable por una mala salida, pero esta vez cometiendo una falta hacia Antony en la línea del área, lo cual el árbitro sancionó penal a favor de Brasil, ejecutado y anotado por Philippe Coutinho y tarjeta amarilla para Claudio Bravo, quedando suspendido para el último encuentro ante Uruguay en Santiago, finalmente a los 90 minutos, Richarlison anotó el 4 a 0 final, quedando nuevamente en séptimo lugar con 19 puntos tras la victoria de Colombia a Bolivia por 3 a 0 en donde Los Cafeteros quedaron con 20 puntos.
Tras el partido, Chile se quedó sin opciones de clasificar de forma directa a la cita mundialista luego de la victoria de Uruguay ante Perú por la mínima quedando con 25 puntos, lo cual también significó la clasificación de Ecuador con los mismos puntos que Los Charrúas a pesar de que La Tri perdió ante Paraguay por 3 a 1, la única forma que clasificara al repechaje era que La Roja derrote a Uruguay en Santiago y que Perú y Colombia no ganen sus partidos ante Paraguay y Venezuela respectivamente, sin embargo, perdió 2 a 0 con goles de Luis Suárez al minuto 79 y de Federico Valverde al minuto 90, que junto con el resultado positivo de Perú de 2 a 0 y de Colombia de 1 a 0, quedó en séptimo puesto, acabando con la esperanza de clasificar al Mundial y perdiendo la cita por segunda vez consecutiva.

## Jugadores
Listado de jugadores que han participado en las eliminatorias para la Copa Mundial 2022.
| N.º      | Nombre                       | Posición      | Edad    | PJ | Goles | Asist. | Club                  |
| -------- | ---------------------------- | ------------- | ------- | -- | ----- | ------ | --------------------- |
| 1        | Claudio Bravo                | Portero       | 42 años | 14 | -18   | -      | Real Betis Balompié   |
| 12       | Gabriel Arias                | Portero       | 36 años | 1  | -2    | -      | Racing Club           |
| 1/23     | Brayan Cortés                | Portero       | 30 años | 4  | -6    | -      | Colo-Colo             |
| 23       | Omar Carabalí (Suplente)     | Portero       | 24 años |    |       |        | San Luis              |
| 23       | Gabriel Castellón (Suplente) | Portero       | 35 años |    |       |        | Huachipato            |
| 12       | Sebastián Pérez (Suplente)   | Portero       | 34 años |    |       |        | Universidad Católica  |
| 23/1     | Zacarías López (Suplente)    | Portero       | 26 años |    |       |        | Deportes La Serena    |
| -        | Guillermo Soto (Suplente)    | Defensa       | 31 años |    |       |        | Palestino             |
| 15       | Jean Beausejour              | Defensa       | 41 años | 2  | 0     | 0      | Coquimbo Unido        |
| 13       | Paulo Díaz                   | Defensa       | 30 años | 10 | 0     | 0      | River Plate           |
| 3        | Valber Huerta                | Defensa       | 31 años | 1  |       | 0      | Universidad Católica  |
| 4        | Mauricio Isla                | Defensa       | 36 años | 14 | 1     | 3      | C. R. Flamengo        |
| 18       | Sebastián Vegas              | Defensa       | 28 años | 5  | 0     | 0      | Monterrey             |
| 2        | Nicolás Díaz                 | Defensa       | 26 años | 3  | 0     | 0      | Mazatlán              |
| 2        | Eugenio Mena                 | Defensa       | 36 años | 8  | 0     | 0      | Racing Club           |
| -        | Yonathan Andía               | Defensa       | 32 años | 1  | 0     | 0      | Universidad de Chile  |
| 19       | Gabriel Suazo                | Defensa       | 27 años | 6  | 0     | 0      | Colo-Colo             |
| 3        | Benjamín Kuscevic            | Defensa       | 29 años | 2  | 0     | 0      | Palmeiras             |
| 3        | Guillermo Maripán            | Defensa       | 31 años | 8  | 0     | 0      | Mónaco                |
| 5        | Enzo Roco                    | Defensa       | 32 años | 4  | 0     | 0      | Fatih Karagümrük      |
| 6        | Francisco Sierralta          | Defensa       | 28 años | 3  | 0     | 0      | Watford               |
| 20       | Charles Aránguiz             | Mediocampista | 36 años | 11 | 0     | 2      | Bayer Leverkusen      |
| 8        | Pablo Galdames               | Mediocampista | 28 años | 3  | 0     | 0      | Vélez Sarsfield       |
| 20       | Rodrigo Echeverría           | Mediocampista | 30 años | 1  | 0     | 0      | Everton               |
| 21/11/19 | Pablo Parra                  | Mediocampista | 30 años | 1  | 0     | 0      | Curicó Unido          |
| 10       | Diego Valdés                 | Mediocampista | 31 años | 3  | 0     | 0      | Santos Laguna         |
| 10/14    | Marcelino Núñez              | Mediocampista | 25 años | 7  | 1     | 1      | Universidad Católica  |
| 6        | José Pedro Fuenzalida        | Mediocampista | 40 años | 2  | 0     | 0      | Universidad Católica  |
| 19       | Luis Jiménez                 | Mediocampista | 40 años | 4  | 0     | 0      | Palestino             |
| 21       | Lorenzo Reyes (Suplente)     | Mediocampista | 33 años |    |       |        | Mazatlán              |
| 16       | Claudio Baeza                | Mediocampista | 31 años | 5  | 0     | 0      | Toluca                |
| -        | Juan Leiva (Suplente)        | Mediocampista | 31 años |    |       |        | Unión La Calera       |
| 17       | Gary Medel                   | Mediocampista | 37 años | 11 | 0     | 1      | Bologna               |
| 10       | César Pinares                | Mediocampista | 34 años | 5  | 0     | 0      | Altay SK              |
| 13       | Erick Pulgar                 | Mediocampista | 31 años | 11 | 3     | 1      | Galatasaray           |
| 19       | Tomás Alarcón                | Mediocampista | 26 años | 3  | 0     | 0      | Cádiz C. F.           |
| 8        | Arturo Vidal                 | Mediocampista | 38 años | 11 | 4     | 0      | Inter de Milán        |
| 10       | Leandro Benegas (Suplente)   | Delantero     | 36 años |    |       |        | Palestino             |
| 19       | Víctor Dávila                | Delantero     | 27 años | 2  | 0     | 0      | León                  |
| 22       | Juan Carlos Gaete (Suplente) | Delantero     | 28 años |    |       |        | Colo-Colo             |
| 14       | Fabián Orellana              | Delantero     | 39 años | 2  | 0     | 0      | Real Valladolid C. F. |
| -        | Diego Rubio (Suplente)       | Delantero     | 32 años |    |       |        | Colorado Rapids       |
| 16       | Joaquín Montecinos           | Delantero     | 29 años | 6  | 0     | 0      | Audax Italiano        |
| 17       | Andrés Vilches               | Delantero     | 33 años | 1  | 0     | 0      | Unión La Calera       |
| 21       | Carlos Palacios              | Delantero     | 24 años | 4  | 0     | 0      | Internacional         |
| -        | Ángelo Sagal (Suplente)      | Delantero     | 32 años | 0  | 0     | 0      | Apollon Limassol      |
| 22       | Niklas Castro                | Delantero     | 25 años | 1  | 0     | 0      | Aalesunds FK          |
| 7        | Alexis Sánchez               | Delantero     | 36 años | 15 | 6     | 3      | Inter de Milán        |
| 11       | Eduardo Vargas               | Delantero     | 35 años | 10 | 0     | 0      | Atlético Mineiro      |
| 14       | Felipe Mora                  | Delantero     | 31 años | 3  | 0     | 0      | Portland Timbers      |
| 9        | Jean Meneses                 | Delantero     | 32 años | 12 | 1     | 2      | León                  |
| 22       | Benjamin Brereton Díaz       | Delantero     | 26 años | 7  | 3     | 0      | Blackburn Rovers      |

NOTA: Los jugadores marcados como "suplentes" no llegaron a participar en ningún encuentro.

## Tabla de posiciones
| Pos. | Selección | Pts. | PJ | G  | E | P  | GF | GC | Dif. |
| ---- | --------- | ---- | -- | -- | - | -- | -- | -- | ---- |
| 1.   | Brasil    | 45   | 17 | 14 | 3 | 0  | 40 | 5  | 35   |
| 2.   | Argentina | 39   | 17 | 11 | 6 | 0  | 27 | 8  | 19   |
| 3.   | Uruguay   | 28   | 18 | 8  | 4 | 6  | 22 | 22 | 0    |
| 4.   | Ecuador   | 26   | 18 | 7  | 5 | 6  | 27 | 19 | 8    |
| 5.   | Perú      | 24   | 18 | 7  | 3 | 8  | 19 | 22 | −3   |
| 6.   | Colombia  | 23   | 18 | 5  | 8 | 5  | 20 | 19 | 1    |
| 7.   | Chile     | 19   | 18 | 5  | 4 | 9  | 19 | 26 | −7   |
| 8.   | Paraguay  | 16   | 18 | 3  | 7 | 8  | 12 | 26 | −14  |
| 9.   | Bolivia   | 15   | 18 | 4  | 3 | 11 | 23 | 42 | −19  |
| 10.  | Venezuela | 10   | 18 | 3  | 1 | 14 | 14 | 34 | −20  |

| L\V                  | Bandera de Argentina | Bandera de Bolivia | Bandera de Brasil | Bandera de Chile | Bandera de Colombia | Bandera de Ecuador | Bandera de Paraguay | Bandera de Perú | Bandera de Uruguay | Bandera de Venezuela |
| Bandera de Argentina |                      | 3:0                | 0:0               | 1:1              | 1:0                 | 1:0                | 1:1                 | 1:0             | 3:0                | 3:0                  |
| Bandera de Bolivia   | 1:2                  |                    | 0:4               | 2:3              | 1:1                 | 2:3                | 4:0                 | 1:0             | 3:0                | 3:1                  |
| Bandera de Brasil    | :                    | 5:0                |                   | 4:0              | 1:0                 | 2:0                | 4:0                 | 2:0             | 4:1                | 1:0                  |
| Bandera de Chile     | 1:2                  | 1:1                | 0:1               |                  | 2:2                 | 0:2                | 2:0                 | 2:0             | 0:2                | 3:0                  |
| Bandera de Colombia  | 2:2                  | 3:0                | 0:0               | 3:1              |                     | 0:0                | 0:0                 | 0:1             | 0:3                | 3:0                  |
| Bandera de Ecuador   | 1:1                  | 3:0                | 1:1               | 0:0              | 6:1                 |                    | 2:0                 | 1:2             | 4:2                | 1:0                  |
| Bandera de Paraguay  | 0:0                  | 2:2                | 0:2               | 0:1              | 1:1                 | 3:1                |                     | 2:2             | 0:1                | 2:1                  |
| Bandera de Perú      | 0:2                  | 3:0                | 2:4               | 2:0              | 0:3                 | 1:1                | 2:0                 |                 | 1:1                | 1:0                  |
| Bandera de Uruguay   | 0:1                  | 4:2                | 0:3               | 2:1              | 0:0                 | 1:0                | 0:0                 | 1:0             |                    | 4:1                  |
| Bandera de Venezuela | 1:3                  | 4:1                | 1:3               | 2:1              | 0:1                 | 2:1                | 0:1                 | 1:2             | 0:0                |                      |

|  | Clasificados a la Copa Mundial de Fútbol de 2022.                                                               |
|  | Disputó y perdió la repesca intercontinental frente a Australia, su similar de AFC, por lo tanto fue eliminado. |
|  | Eliminado. |

### Evolución de posiciones
| País / Fecha | 1   | 2   | 3   | 4   | 5   | 6   | 7   | 8   | 9   | 10  | 11  | 12  | 13  | 14  | 15  | 16  | 17  | 18  |
| ------------ | --- | --- | --- | --- | --- | --- | --- | --- | --- | --- | --- | --- | --- | --- | --- | --- | --- | --- |
| Chile        | 7.º | 7.º | 6.º | 6.° | 7.º | 7.º | 7.º | 8.º | 8.º | 8.º | 8.º | 6.° | 4.° | 6.º | 7.º | 6.º | 7.º | 7.º |

### Puntos obtenidos contra cada selección durante las eliminatorias
| Chile     | Bandera de Argentina | Bandera de Bolivia | Bandera de Brasil | Bandera de Colombia | Bandera de Ecuador | Bandera de Paraguay | Bandera de Perú | Bandera de Uruguay | Bandera de Venezuela | Total |
| --------- | -------------------- | ------------------ | ----------------- | ------------------- | ------------------ | ------------------- | --------------- | ------------------ | -------------------- | ----- |
| Local     | 0                    | 1                  | 0                 | 1                   | 0                  | 3                   | 3               | 0                  | 3                    | 11    |
| Visitante | 1                    | 3                  | 0                 | 0                   | 1                  | 3                   | 0               | 0                  | 0                    | 8     |
| Total     | 1                    | 4                  | 0                 | 1                   | 1                  | 6                   | 3               | 0                  | 3                    | 19    |

## Partidos

### Primera vuelta
| 8 de octubre de 2020, 19:45 (UTC-3) | Uruguay                         | 2:1 (1:0) | Chile       | Estadio Centenario, Montevideo                                       |                                                                      |
|                                     | Suárez 39' (pen.) · Gómez 90+3' |           | 54' Sánchez | Asistencia: 0 espectadores Árbitro(s): Eber Aquino VAR: Juan Benítez | Asistencia: 0 espectadores Árbitro(s): Eber Aquino VAR: Juan Benítez |

| 13 de octubre de 2020, 21:30 (UTC-3) | Chile                          | 2:2 (2:1) | Colombia                | Estadio Nacional, Santiago                                               |                                                                          |
| | Vidal 37' (pen.) · Sánchez 41' |           | 6' Lerma · 90+1' Falcao | Asistencia: 0 espectadores Árbitro(s): Darío Herrera VAR: Mauro Vigliano | Asistencia: 0 espectadores Árbitro(s): Darío Herrera VAR: Mauro Vigliano |
| El partido originalmente estaba programado para las 20:00 (UTC-3), pero se retrasó a las 21:30 debido a la transmisión en Chile de la franja electoral del plebiscito nacional entre las 20:45 y 21:00. |                                |           |                         |                                                                          |                                                                          |

| 13 de noviembre de 2020 20:00 (UTC-3) | Chile          | 2:0 (2:0) | Perú | Estadio Nacional, Santiago                                                   |                                                                              |
|                                       | Vidal 20', 35' |           |      | Asistencia: 0 espectadores Árbitro(s): Esteban Ostojich VAR: Leodán González | Asistencia: 0 espectadores Árbitro(s): Esteban Ostojich VAR: Leodán González |

| 17 de noviembre de 2020 17:00 (UTC-4) | Venezuela            | 2:1 (1:1) | Chile     | Estadio Olímpico de la UCV, Caracas                                         |                                                                             |
|                                       | Mago 9' · Rondón 80' |           | 15' Vidal | Asistencia: 0 espectadores Árbitro(s): Patricio Loustau VAR: Mauro Vigliano | Asistencia: 0 espectadores Árbitro(s): Patricio Loustau VAR: Mauro Vigliano |

| 3 de junio de 2021 21:00 (UTC-3) | Argentina        | 1:1 (1:1) | Chile       | Estadio Único, Santiago del Estero                                           |                                                                              |
|                                  | Messi 24' (pen.) |           | 37' Sánchez | Asistencia: 0 espectadores Árbitro(s): Jesús Valenzuela VAR: Leodán González | Asistencia: 0 espectadores Árbitro(s): Jesús Valenzuela VAR: Leodán González |

| 8 de junio de 2021, 21:30 (UTC-4) | Chile      | 1:1 (0:0) | Bolivia            | Estadio San Carlos de Apoquindo, Santiago                            |                                                                      |
|                                   | Pulgar 69' | Reporte   | 82' (pen.) Martins | Asistencia: 0 espectadores Árbitro(s): Eber Aquino VAR: Derlis López | Asistencia: 0 espectadores Árbitro(s): Eber Aquino VAR: Derlis López |

| 2 de septiembre de 2021, 21:00 (UTC-4) | Chile | 0:1 (0:0) | Brasil              | Estadio Monumental, Santiago                                                |                                                                             |
|                                        |       | Reporte   | 64' Éverton Ribeiro | Asistencia: 16 000 espectadores Árbitro(s): Diego Haro VAR: Víctor Carrillo | Asistencia: 16 000 espectadores Árbitro(s): Diego Haro VAR: Víctor Carrillo |

| 5 de septiembre de 2021, 16:00 (UTC-5) | Ecuador | 0:0     | Chile | Estadio Rodrigo Paz Delgado, Quito                                             |                                                                                |
|                                        |         | Reporte |       | Asistencia: 9 500 espectadores Árbitro(s): Facundo Tello VAR: Patricio Loustau | Asistencia: 9 500 espectadores Árbitro(s): Facundo Tello VAR: Patricio Loustau |

| 10 de octubre de 2021, 21:00 (UTC-3) | Chile                   | 2:0 (0:0) | Paraguay | Estadio San Carlos de Apoquindo, Santiago                                  |                                                                            |
|                                      | Brereton 68' · Isla 72' | Reporte   |          | Asistencia: 10 000 espectadores Árbitro(s): Néstor Pitana VAR: Jhon Ospina | Asistencia: 10 000 espectadores Árbitro(s): Néstor Pitana VAR: Jhon Ospina |

### Segunda vuelta
| 9 de septiembre de 2021, 18:00 (UTC-5) | Colombia                         | 3:1 (2:0) | Chile       | Estadio Metropolitano, Barranquilla                                        |                                                                            |
|                                        | Borja 19' (pen.), 20' · Díaz 74' | Reporte   | 56' Meneses | Asistencia: 35 000 espectadores Árbitro(s): Andrés Cunha VAR: Rafael Traci | Asistencia: 35 000 espectadores Árbitro(s): Andrés Cunha VAR: Rafael Traci |

| 7 de octubre de 2021, 20:00 (UTC-5) | Perú                 | 2:0 (1:0) | Chile | Estadio Nacional, Lima                                                            |                                                                                   |
|                                     | Cueva 35' · Peña 64' | Reporte   |       | Asistencia: 41 250 espectadores Árbitro(s): Christian Ferreyra VAR: Nicolás Gallo | Asistencia: 41 250 espectadores Árbitro(s): Christian Ferreyra VAR: Nicolás Gallo |

| 14 de octubre de 2021, 21:00(UTC-3) | Chile                          | 3:0 (2:0) | Venezuela | Estadio San Carlos de Apoquindo, Santiago                                     |                                                                               |
|                                     | Pulgar 18', 37' · Brereton 73' | Reporte   |           | Asistencia: 10 336 espectadores Árbitro(s): Raphael Claus VAR: Rodolpho Toski | Asistencia: 10 336 espectadores Árbitro(s): Raphael Claus VAR: Rodolpho Toski |

| 11 de noviembre de 2021, 20:00 (UTC-3) | Paraguay | 0:1 (0:0) | Chile       | Estadio Defensores del Chaco, Asunción                                            |                                                                                   |
|                                        |          | Reporte   | 56' Sánchez | Asistencia: 30 000 espectadores Árbitro(s): Patricio Loustau VAR: Víctor Carrillo | Asistencia: 30 000 espectadores Árbitro(s): Patricio Loustau VAR: Víctor Carrillo |

| 16 de noviembre de 2021, 21:15 (UTC-3) | Chile | 0:2 (0:1) | Ecuador                      | Estadio San Carlos de Apoquindo, Santiago                                          |                                                                                    |
|                                        |       | Reporte   | 9' Estupiñán · 90+3' Caicedo | Asistencia: 12 000 espectadores Árbitro(s): Fernando Rapallini VAR: Mauro Vigliano | Asistencia: 12 000 espectadores Árbitro(s): Fernando Rapallini VAR: Mauro Vigliano |

| 27 de enero de 2022, 21:15 (UTC-3) | Chile        | 1:2 (1:2) | Argentina                     | Estadio Zorros del Desierto, Calama                                           |                                                                               |
|                                    | Brereton 20' | Reporte   | 9' Di María · 34' L. Martínez | Asistencia: 9 000 espectadores Árbitro(s): Anderson Daronco VAR: Rafael Traci | Asistencia: 9 000 espectadores Árbitro(s): Anderson Daronco VAR: Rafael Traci |

| 1 de febrero de 2022, 16:30 (UTC-4) | Bolivia                   | 2:3 (1:1)                     | Chile                        | Estadio Hernando Siles, La Paz                                                 |                                                                                |
| | Enoumba 37' · Martins 88' | FIFA Reporte Conmebol Reporte | 14', 85' Sánchez · 77' Núñez | Asistencia: 22 784 espectadores Árbitro(s): Alexis Herrera VAR: Germán Delfino | Asistencia: 22 784 espectadores Árbitro(s): Alexis Herrera VAR: Germán Delfino |
| El partido originalmente estaba programado a las 16:00 (UTC-4), pero se retrasó a las 16:30 por la constante lluvia que afectó la cancha del estadio Hernando Siles. |                           |                               |                              |                                                                                |                                                                                |

| 24 de marzo de 2022, 20:30 (UTC-3) | Brasil                                                                              | 4:0 (2:0) | Chile | Estadio Maracaná, Río de Janeiro                                              |                                                                               |
|                                    | Neymar 44' (pen.) · Vinícius Júnior 45+1' · Coutinho 72' (pen.) · Richarlison 90+1' | Reporte   |       | Asistencia: 69 338 espectadores Árbitro(s): Darío Herrera VAR: Mauro Vigliano | Asistencia: 69 338 espectadores Árbitro(s): Darío Herrera VAR: Mauro Vigliano |

| 29 de marzo de 2022, 20:30 (UTC-3) | Chile | 0:2 (0:0) | Uruguay                   | Estadio San Carlos de Apoquindo, Santiago                                        |                                                                                  |
|                                    |       | Reporte   | 79' Suárez · 90' Valverde | Asistencia: 11 074 espectadores Árbitro(s): Patricio Loustau VAR: Germán Delfino | Asistencia: 11 074 espectadores Árbitro(s): Patricio Loustau VAR: Germán Delfino |

## Estadísticas

### Generales
| 19 | 18 | 5 | 4 | 9 | 19 | 26 | -7 |

| 11 | 9 | 3 | 2 | 4 | 11 | 10 | +1 |

| 8 | 9 | 2 | 2 | 5 | 8 | 16 | -8 |

### Goleadores
| Jugador         | Goles | Jugada | Cabeza | T. libre | Penal |
| Alexis Sánchez  | 6     | 4      |        | 2        |       |
| --------------- | ----- | ------ | ------ | -------- | ----- |
| Arturo Vidal    | 4     | 3      |        |          | 1     |
| Erick Pulgar    | 3     |        | 3      |          |       |
| Ben Brereton    | 3     | 2      | 1      |          |       |
| Marcelino Núñez | 1     | 1      |        |          |       |
| Jean Meneses    | 1     | 1      |        |          |       |
| Mauricio Isla   | 1     | 1      |        |          |       |

### Asistencias
| Jugador          | Asistencias |
| Alexis Sánchez   | 3           |
| Mauricio Isla    | 3           |
| ---------------- | ----------- |
| Charles Aranguiz | 2           |
| Jean Meneses     | 2           |
| Gary Medel       | 1           |
| Erick Pulgar     | 1           |
| Marcelino Núñez  | 1           |